# Linea 2 (metropolitana di Barcellona)
La linea 2 della metropolitana di Barcellona è stata l'ultima aggiunta alla rete nel XX secolo, se si esclude il caso particolare della Linea 11, e la prima ad essere dotata di accessi per persone a mobilità ridotta in tutte le stazioni e di una pavimentazione speciale per i non vedenti.
Il tracciato, che unisce le stazioni terminali di Paral·lel e Badalona Pompeu Fabra è a doppio binario sotterraneo. Le officine e i depositi si trovano nel cosiddetto Triangle Ferroviari, nei pressi della fermata La Pau. Possiede inoltre collegamenti di servizio con le linee L3 in corrispondenza della stazione Paral·lel ed L4 in corrispondenza della stazione La Pau.

## Caratteristiche generali

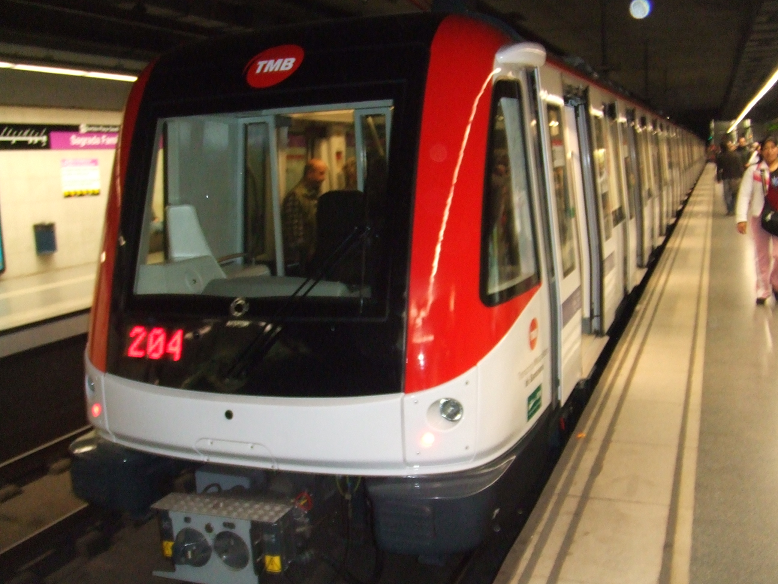
Treno della serie 9000 a Sagrada Família

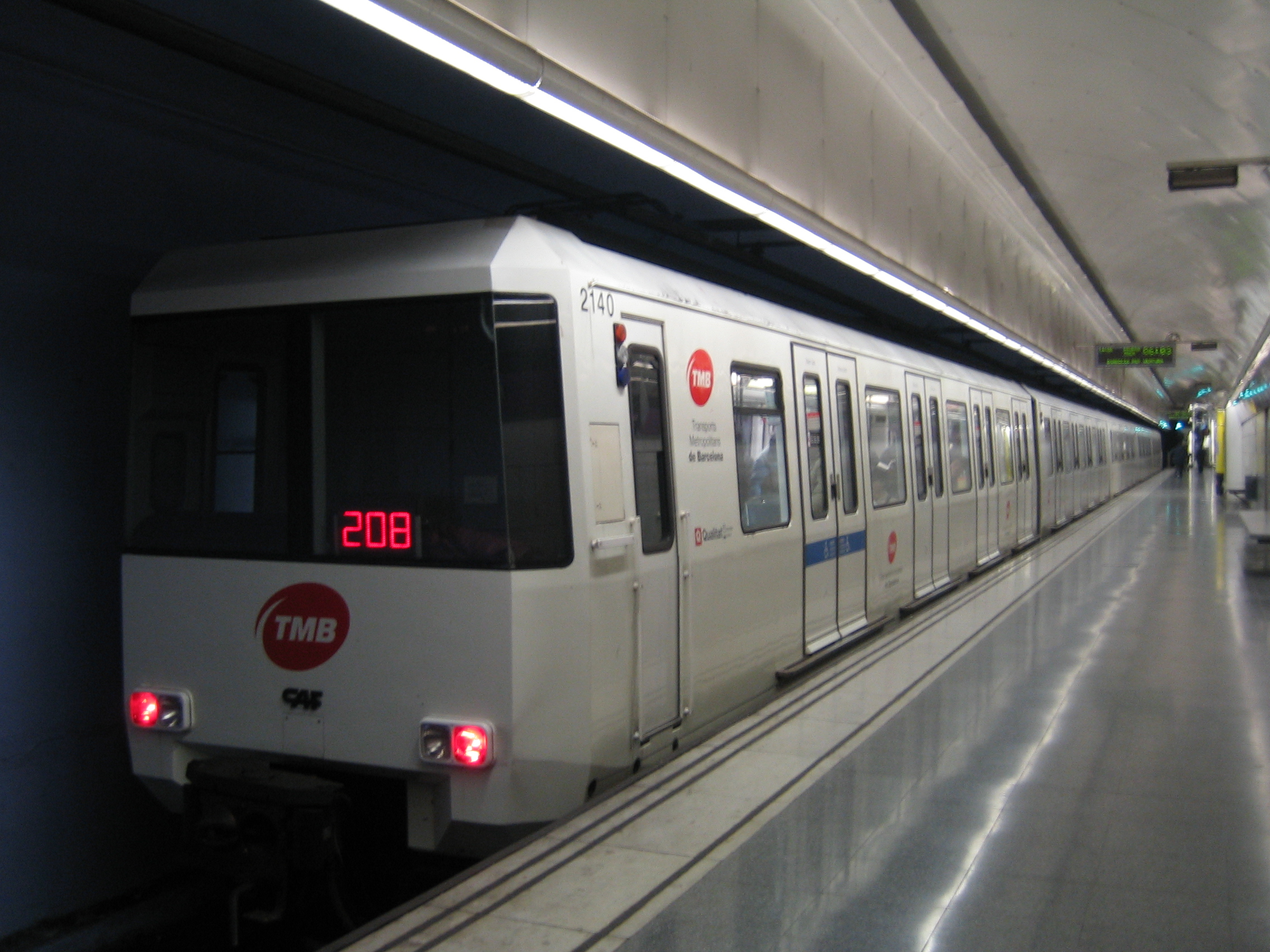
Treno della serie 2100 a Universitat nel 2006

La linea 2 è gestita da Ferrocarril Metropolità de Barcelona nel contesto di Transports Metropolitans de Barcelona (TMB). Può essere suddivisa in quattro tratte, in base al periodo di costruzione e alle metodologie impiegate:
- 7 stazioni: Paral·lel - Sagrada Família, realizzato durante gli anni settanta ma inaugurato nel 1995.
- 5 stazioni: Sagrada Família - La Pau, inaugurate nel 1997.
- 5 stazioni: La Pau - Pep Ventura, realizzata negli anni ottanta e inaugurata originariamente nel 1985 come parte della L4, passata alla linea 2 nel 2002.
- 1 stazione: Pep Ventura - Badalona Pompeu Fabra, inaugurata nel 2010.

Il tracciato è completamente sotterraneo a doppio binario e i treni sono guidati da un sistema automatico ma con la presenza del conduttore, in previsione di una automatizzazione totale. Tra la stazione Monumental e la stazione Paral·lel i treni circolano a sinistra, al contrario del resto della rete. In corrispondenza della stazione Monumental avviene l'inversione tra la circolazione a sinistra e quella a destra, tramite gallerie indipendenti su livelli diversi. Officine e depositi sono situati nel cosiddetto "triangolo ferroviario", vicino alla stazione di La Pau. Sono presenti inoltre collegamenti di interscambio con la linea 3 a Paral·lel e con la linea 4 a La Pau.
La linea 2 è lunga 12,8 km con 18 stazioni e 20 treni circolanti in orario di punta. Nel 2010 ha trasportato 42,3 milioni di passeggeri, quinta linea per volume di traffico davanti alle linee L9/L10 e L11.
I comuni serviti dalla linea sono Badalona, Barcellona e Sant Adrià de Besòs. Nel territorio di Barcellona attraversa due distretti, l'Eixample e Sant Martí.

### Stazioni
Le stazioni sono principalmente a marciapiede laterale, ad eccezione di Sant Antoni e Badalona Pompeu Fabra che presentano un'unica banchina centrale. Le stazioni Universitat, Passeig de Gràcia e Tetuán sono a banchina centrale con un muro di separazione che delimita due marciapiedi laterali. Tutte le stazioni sono dotate di sistemi di accessibilità per persone a mobilità ridotta. In otto stazioni ci sono corrispondenze con altre linee della metropolitana, con il Trambesòs e le Rodalies de Catalunya.

### Materiale rotabile
I treni in circolazione sono quelli della serie 9000 prodotta da Alstom, gli stessi usati per le linee L9 e L10. In precedenza venivano usati treni delle serie 2000 e 2100.
I primi sette treni della serie 9000 sono entrati in servizio sulla linea 2 il 28 settembre 2006, già dotati del sistema ATC-S per la guida automatica senza conduttore, che rimane comunque presente a bordo dei treni della L2. I 15 treni della serie 2100, fabbricati nel 1977, furono trasferiti progressivamente sulla linea L4 nel corso del 2007.

## Storia

### Il progetto iniziale: la linea II

Progetto originale della linea II (in lilla) tra Paral·lel e Horta (Piano Metropolitane del 1966) e Teixonera (Piano Metropolitane del 1971)

La costruzione della linea II iniziò nel 1955. Secondo il progetto originale, doveva unire il quartiere di Horta con il centro della città, facendo capolinea a Paral·lel e il suo primo tratto (allora conosciuto come linea II) tra Sagrera e Vilapicina entrò in servizio nel 1959. Il 28 gennaio 1961 iniziò la circolazione di treni a funzionamento automatico, con un sistema progettato dagli stessi tecnici della Metropolitana di Barcellona e gestito da relais e cellule fotoelettriche. Si trattò della prima applicazione al mondo di un sistema di guida totalmente automatizzato in una rete metropolitana di trasporti. Tuttavia la scarsa fiducia dei passeggeri costrinse i gestori a prevedere nella cabina di guida un controllore il cui unico compito era tranquillizzare gli utenti con la sua semplice presenza e a partire dal 1972 si utilizzarono altri sistemi.
Il progetto iniziale prevedeva inoltre una stazione tra Sant Pau-Dos de Maig e Sagrada Família che venne completata ma mai aperta al pubblico. La stazione, di nome Gaudì era stata realizzata secondo il progetto ma quando l'allora linea II venne incorporata nella linea V, venne a trovarsi troppo vicina alla stazione della Sagrada Família. Nonostante sia rimasta inutilizzata, è una delle stazioni fantasma meglio conservate. Il Comune di Barcellona l'ha utilizzata per effettuare studi statistici sui passaggi dei treni dell'attuale L5 e vi sono stati realizzati anche filmati pubblicitari.
Nel 1967 entrò in funzione il prolungamento da Vilapicina a Horta.
Nel 1970 fu presa la decisione di inglobare questa tratta e quella non ancora inaugurata tra Sagrera e la Sagrada Família nella nuova linea 5, allora denominata Linea V, con la conseguente scomparsa della Linea II. L'accorpamento doveva essere provvisorio, tanto che proseguirono i lavori, iniziati alla fine degli anni sessanta, di una nuova tratta di 4,3 km con sette stazioni tra Sagrada Familia e Paral·lel (allora denominata Poble Sec). L'appalto era stato assegnato nel 1968 e i lavori iniziarono l'anno successivo, promossi dal Comune di Barcellona e dal Ministero dei Trasporti, del Turismo e delle Comunicazioni (MTTC). Per la prima volta si impiegò per la realizzazione una talpa meccanica che però incontrò notevoli problemi per la presenza di falde acquifere e per le caratteristiche non omogenee del sottosuolo di Barcellona. I lavori furono sospesi qualche mese dopo, a causa di un blocco di pietra dell'antica muraglia che impose un cambiamento nel percorso. Nel 1973 i lavori si fermarono del tutto con il completamento del tunnel senza però proseguire oltre per mancanza di fondi.
L'annessione del 1970 inizialmente non alterò i progetti successivi. Il Piano delle Metropolitane del 1974 prevedeva l'unione della linea II con le tratte della linea V già realizzate fino a Paral·lel, indicando così a progetto una linea Paral·lel-Taxonera (Linea II) e un'altra Cornellà-Pomar (Linea V).
Il Piano delle Metropolitane del 1984 modificò invece i progetti precedenti, configurando la rete secondo le modalità poi effettivamente messe in opera. In particolare, fu stabilito che il tratto La Pau - Pep Ventura sarebbe stato servito provvisoriamente dalla linea 4 fino all'apertura dalle linea 2 e fu reso definitivo l'assorbimento della vecchia linea II nella linea 5 onde evitare di impattare ulteriormente la Plaça de Gaudí.

### La ripresa del progetto
Nel 1991 il Ministero dei Trasporti, del Turismo e delle Comunicazioni, la Generalitat de Catalunya e l'Entitat Metropolitana del Transport sottoscrissero un impegno per finanziare la linea 2. I tunnel tra le stazioni di Paral·lel e Sagrada Família rimasero incompleti e inutilizzati fino alla ripresa del progetto della linea 2 per le Olimpiadi del 1992. L'intenzione del Comune di Barcellona, sotto il sindaco Pasqual Maragall, era di far arrivare la nuova linea fino all'anello olimpico del Montjuïc partendo dalla stazione di Sant Antoni, tuttavia la Generalitat, guidata allora da Jordi Pujol, bocciò il progetto giudicandolo troppo costoso. Nel 1993 Jordi Pujol annunciò che il prolungamento della linea 2 fino al Palau Nacional de Montjuïc era sospeso sine die.
Fu deciso che la linea avrebbe seguito il percorso del progetto originario tra le stazioni della Sagrada Famiglia e del Paral·lel (sette stazioni con corrispondenza con le altre quattro linee), prolungandosi poi dalla Sagrada Família a La Pau per servire il quartiere di Sant Martí e avrebbe poi inglobato le cinque stazioni della Linea 4 tra La Pau e Pep Ventura, in esercizio dal 1986.
Per la prima tratta, Paral·lel - Sagrada Família, si decise di sfruttare i due tunnel con diametro di 5,3 m terminati nel 1973 mentre la seconda tratta Sagrada Família - la Pau avrebbe utilizzato un unico tunnel a doppio binario. Complessivamente, le due tratte coprono una lunghezza di 9,1 km, con 12 stazioni di cui 6 di corrispondenza e 10 treni circolanti, per un costo preventivo totale di 40 milioni di peseta.
La prima tratta tra la stazione di Sant Antoni e la Sagrada Família venne inaugurata a settembre 1995 e prolungata al capolinea di Paral·lel a dicembre dello stesso anno. Vi furono polemiche all'inaugurazione tra il sindaco di Barcellona, Pasqual Maragall e il presidente della Generalitat Jordi Pujol: il sindaco ricordò a Pujol che la Generalitat non aveva mantenuto l'impegno di far arrivare la linea 2 a Montjuïc, ritenendolo non prioritario.. La seconda tratta da Sagrada Família a La Pau fu inaugurata nel 1997.

### La tratta La Pau - Pep Ventura

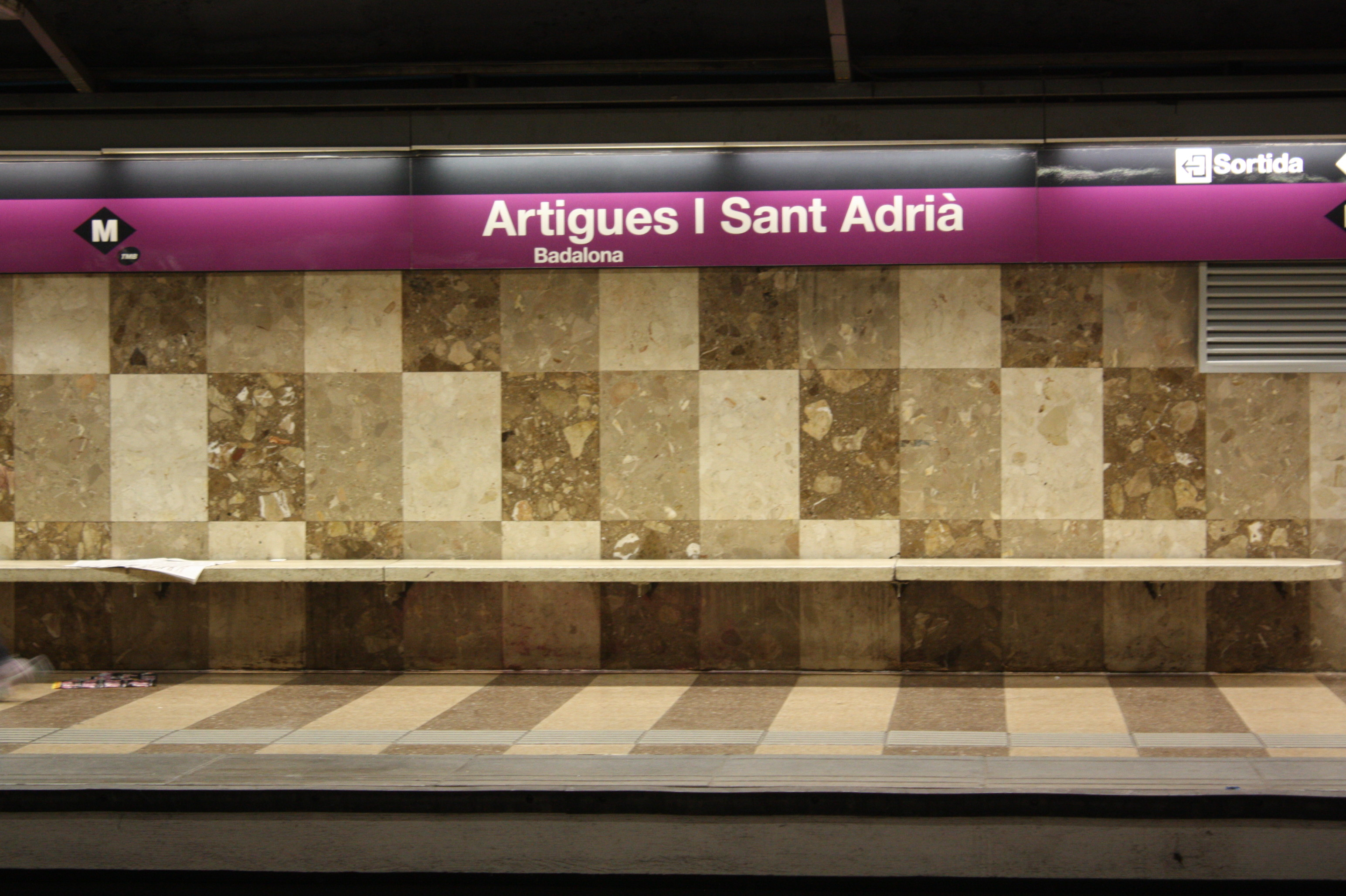
La stazione Artigues-Sant Adrià

Il collegamento tra La Pau e Pep Ventura fu costruito originariamente nell'ambito della linea V (in seguito L5) con l'intento di farla arrivare fino a Badalona e i lavori ebbero inizio nel 1977. Il collegamento con la L5 previsto tra La Pau e Sagrada Família non era stato però realizzato e venne inaugurato nel 1985 ma integrato nella linea IV (in seguito L4) in via provvisoria, dato che il Piano delle Metropolitane del 1984 stabiliva che questa tratta sarebbe stata di pertinenza della linea L2 a partire dal 1995. Le date previste non furono rispettate e nel 1997 la linea 2 terminava ancora a La Pau.
Nel 1997 fu costituita l'Autoritat del Transport Metropolità (ATM) con l'incarico di coordinare i trasporti pubblici dell'intera area metropolitana di Barcellona. L'ATM incluse l'intervento nel Piano Direttivo delle Infrastrutture 2001-2010, come consigliato dagli studi sulla mobilità. A giugno 2002 venne chiusa parte della L4 tra le stazioni di Selva de Mar e Pep Ventura, per realizzare i lavori necessari per l'integrazione di questa tratta nella L2. Anche la tratta tra Selva de Mar e La Pau, pur non facendo parte del cambio di linea, venne chiusa per realizzare la nuova stazione El Maresme-Fòrum. I lavori prevedevano l'adattamento degli accessi e l'installazione di una nuova linea aerea e di nuovi sistemi di sicurezza. Il 1º ottobre 2002, dopo tre mesi di lavori, il cambio di linea divenne operativo e la tratta La Pau - Pep Ventura fu riaperta come parte della linea 2, che arrivò così a una lunghezza di 13,1 km. In quest'occasione, la stazione Joan XXIII venne rinominata Artigues-Sant Adrià.

### Il prolungamento a Badalona
I lavori di prolungamento della linea 2 fino a Badalona iniziarono nel 2006, con l'intento di arrivare nel centro cittadino costruendo una nuova stazione. I lavori furono realizzati a cielo aperto con la costruzione di muri di sostegno poi ricoperti di cemento, partendo dalla piazza di Pep Ventura fino alla piazza Pompeu Fabra, in precedenza nota come Illa Fradera. L'Illa Fradera era un complesso di case che fu demolito a metà ottobre 2006, in ritardo rispetto al previsto, anche perché a metà luglio 2005 alcune case erano state occupate. Questo non fu l'unico contrattempo, dato che durante i lavori di scavo furono rinvenuti resti archeologici dell'antica città romana di Baetulo, cosa che rende difficili ulteriori prolungamenti data la possibilità che ce ne siano altri. Dopo il 2010 fu necessario rifare i binari poiché vi era un errore nel grado di inclinazione.
La nuova stazione capolinea Badalona Pompeu Fabra doveva chiamarsi originariamente Badalona Centre. Tuttavia, diverse associazioni badalonesi avevano chiesto da tempo maggiori riconoscimenti al nome di Pompeu Fabra, badalonese d'adozione, e nel 2008 fu avviata una campagna in questo senso. Accogliendo queste richieste, ad aprile 2010 l'ATM approvò il nome "Badalona Pompeu Fabra" per la nuova stazione che sarebbe entrata in servizio a luglio dello stesso anno. Contestualmente anche la piazza ricavata dalla demolizione dell'Illa Fradera fu intitolata a Pompeu Fabra. I lavori di urbanizzazione della piazza sono terminati a maggio 2011. Nel Piano Direttivo delle Infrastrutture 2001-2010 e in quello successivo 2009-2018 è prevista una corrispondenza con la linea 1 che dovrebbe essere prolungata anch'essa da Fondo a Badalona Pompeu Fabra.

## Cronologia
| Evoluzione della linea 2 nel tempo | |
| 1959 (Linea II)                    | Sagrera · Viviendas del Congreso · Maragall · Virrey Amat · Vilapiscina                                                                                |
| 1967 (Linea II)                    | Sagrera · Viviendas del Congreso · Maragall · Virrey Amat · Vilapiscina · Horta                                                                        |
| 1995 (Linea 2)                     | Sant Antoni · Universitat · Passeig de Gràcia · Tetuán · Monumental · Sagrada Família                                                                  |
| 1996                               | Paral·lel · Sant Antoni · Universitat · Passeig de Gràcia · Tetuán · Monumental · Sagrada Família                                                      |
| 1997                               | Paral·lel · Sant Antoni · Universitat · Passeig de Gràcia · Tetuán · Monumental · Sagrada Família · Encants · Clot · Bac de Roda · Sant Martí · La Pau |
| 2002                               | Sant Adrià · Sant Roc · Gorg · Pep Ventura |
| 2010                               | Sant Adrià · Sant Roc · Gorg · Pep Ventura · Badalona Pompeu Fabra                                                                                     |

## Percorso
| Airport | Urban head station in tunnel |  |

| Unused airport | Urban tunnel unused stop on in-use track |  |

| Airport | Unknown route-map component "utINT" |  |

| Urban tunnel stop on track |

| Urban tunnel stop on track |

| Urban tunnel stop on track |

| Unknown route-map component "utINT" |

| Urban tunnel unused stop on in-use track |

| Urban tunnel stop on track |

| Unknown route-map component "utKRZW" |

| Urban tunnel stop on track |

| Urban tunnel stop on track |

|  | Unknown route-map component "utABZgl" | Unknown route-map component "uextSTR+r" |

|  |  | Urban tunnel straight track | Unused urban tunnel straight track | Unknown route-map component "utCONTg" |

|  |  | Unknown route-map component "utSTRl" | Unknown route-map component "uextTINTxt" | Unknown route-map component "utSTRr" |

|  |  | Unknown route-map component "uextINT" |

|  |  | Unused urban tunnel stop on track |

|  |  | Unused urban tunnel stop on track |

|  |  | Unknown route-map component "uextINT" |

|  | Urban head station in tunnel | Unused urban tunnel straight track |

|  |  | Unknown route-map component "utABZgl" | Unknown route-map component "uxtKRZt" | Unknown route-map component "utCONTfq" |

|  | Unknown route-map component "utSTRl" | Unknown route-map component "uxtABZg+r" |

|  |  | Urban tunnel stop on track |

|  |  | Unknown route-map component "utINT" |

|  |  | Unknown route-map component "utINT" |

|  |  | Urban tunnel stop on track |

|  |  | Urban tunnel stop on track |

|  |  | Unknown route-map component "utINT" |

|  |  | Urban tunnel stop on track |

|  |  | Unknown route-map component "utINT" |

|  |  | Urban tunnel stop on track |

|  |  | Urban tunnel stop on track |

|  |  | Unknown route-map component "utINT" |

|  |  |  | Unknown route-map component "utABZg+l" | Unknown route-map component "utCONTfq" |

|  |  | Urban tunnel stop on track |

|  |  | Unknown route-map component "utKRZW" |

|  |  | Urban tunnel stop on track |

|  |  | Unknown route-map component "utINT" |

|  |  | Unknown route-map component "utINT" |

|  |  | Urban tunnel stop on track |

|  |  | Urban tunnel end station, unused through track |

|  |  | Unused urban tunnel stop on track |

|  |  | Unused urban tunnel stop on track |

|  |  | Unused urban tunnel stop on track |

|  |  | Unused urban tunnel stop on track |

|  |  | Unused urban end station |

|  |

|  |

|  |

|  |

## Evoluzioni future
Erano previsti due prolungamenti in direzione nord-est e in direzione sud-ovest. Per quanto riguarda il primo, il progetto del piano di trasporti 2001-2010 prevedeva l'estensione da Badalona fino all'Ospedale Universitario Germans Trias i Pujol a Can Rutì, tuttavia nel successivo piano 2009-2018 di tale estensione non si fa più menzione.
Per quanto riguarda invece il prolungamento in direzione sud-ovest, il piano è di portare il capolinea al terminale T1 dell'aeroporto di Barcellona-El Prat, suddiviso in due tratte. La prima tratta, di 6,1 km collegherà la stazione di Sant Antoni con quella di Zona Franca con la realizzazione di sei fermate, lo spostamento dell'interscambio con la L3 a Poble Sec e la chiusura della fermata Paral·lel che verrà convertita in stazione di deposito e manovra. A Zona Franca la linea 2 si unirà alla linea 9, condividendone il percorso fino al capolinea dell'aeroporto. In seguito a considerazioni economiche, al 2015 la realizzazione di questo prolungamento è stata prorogata a data da destinarsi.